# Solomon Andrews
Solomon Andrews (1806-1872) fue un médico e inventor estadounidense, constructor de unos de los primeros dirigibles experimentales.

## Biografía
La diferencia entre el peso específico del globo y la atmósfera circundante lo llevaron a crear un sistema de planos inclinados que permitían gobernar al aparato, sin necesidad de un motor, según su creador, que llamaba a esta forma de propulsión «gravitación».
Su primera creación, llamada Aereon, voló sobre Perth Amboy, Nueva Jersey el 1 de junio de 1863. Era un globo con forma de cigarro de 24 m de longitud al que le agregó timón y góndola. En el siguiente verano Andrews escribió a Abraham Lincoln ofreciéndole el Aereon para la guerra civil norteamericana. Luego de varias discusiones, se acordó realizar una demostración a principios de 1864 en el Instituto Smithsoniano. Cerca de un año después fue informado sobre el poco interés del Gobierno en su invención, y para entonces la guerra había casi finalizado.
Posteriormente, Andrews fundó la Aerial Navigation Company con el fin de construir dirigibles de uso comercial, y establecer una línea regular entre Nueva York y Filadelfia. El Aereon 2, dotado de un globo esférico lleno de aire caliente como gas elevador, voló sobre la ciudad de Nueva York el 25 de mayo de 1865. El segundo viaje, realizado el 5 de junio del mismo año, llegó hasta Oyster Bay en Long Island. En este punto, el colapso económico de posguerra y la consecuente quiebra destruyeron a la compañía, que nunca volvió a funcionar.
Andrews inventó también una máquina de coser, una agujereadora, fumigadoras, prensas de forja, una línea de cocinas, una lámpara de gas y un candado utilizado por el Servicio Postal de los Estados Unidos desde 1842. 
Ejerció además su profesión médica, y fue tres veces alcalde de Perth Amboy, su ciudad natal, donde hizo construir el primer sistema de alcantarillado. 